# 吕埃伊-拉加德利耶尔
吕埃伊-拉加德利耶尔（法語：Rueil-la-Gadelière，法語發音：[ʁɥɛj la ɡadəljɛʁ]）是法国厄尔-卢瓦省的一个市镇，属于德勒区。该市镇于1858年由原市镇吕埃伊（Rueil）和拉加德利耶尔（La-Gadelière）合并而成。

## 地理
吕埃伊-拉加德利耶尔（48°42'53"N, 0°58'35"E）面积18.44 平方千米，位于法国中央-卢瓦尔河谷大区厄尔-卢瓦省，该省份为法国北部内陆省份，北起顺时针与厄尔省、伊夫林省、埃松省、卢瓦雷省、卢瓦-谢尔省、萨尔特省和奧恩省接壤。
与吕埃伊-拉加德利耶尔接壤的市镇（或旧市镇、城区）包括：博什、阿夫尔河畔蒙蒂尼、费桑维利耶-马唐维利耶。

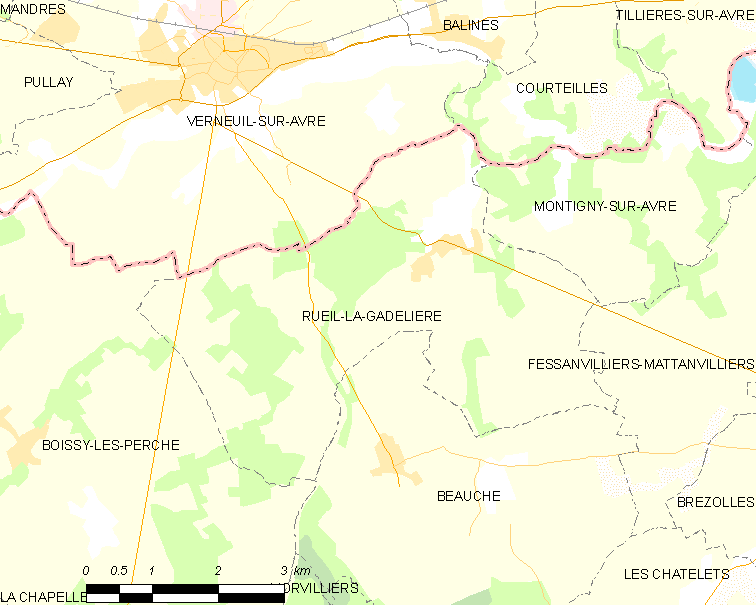
吕埃伊-拉加德利耶尔的OSM定位图

吕埃伊-拉加德利耶尔的时区为UTC+01:00、UTC+02:00（夏令时）。

## 行政
吕埃伊-拉加德利耶尔的邮政编码为28270，INSEE市镇编码为28322。

## 政治
吕埃伊-拉加德利耶尔所属的省级选区为圣吕班德容什雷县。

## 人口

1962-2008年间吕埃伊-拉加德利耶尔人口变化图示

吕埃伊-拉加德利耶尔于2022年1月1日时的人口数量为469人。